# Off-Road: Wide Open
Off-Road: Wide Open (titre américain : Test Drive Off-Road: Wide Open) est un jeu vidéo de course développé par Angel Studios et édité par Infogrames, sorti sur PlayStation 2 et Xbox en 2001. Le jeu accompagne le lancement de la Xbox en Amérique du Nord, et est le quatrième de la série Test Drive Off-Road.